# Darcy Sharpe
Darcy Sharpe (Calgary, 9 februari 1996) is een Canadese snowboarder, gespecialiseerd op de onderdelen slopestyle en big air. Hij is een broer van freestyleskiester Cassie Sharpe.

## Carrière
Bij zijn wereldbekerdebuut, op 25 februari 2012 in Stoneham, scoorde Sharpe direct wereldbekerpunten. Een dag later behaalde hij in Stoneham zijn eerste toptienklassering in een wereldbekerwedstrijd.
Op de FIS wereldkampioenschappen snowboarden 2015 in Kreischberg veroverde de Canadees de zilveren medaille op het onderdeel big air, daarnaast eindigde hij als vierde op het onderdeel slopestyle. Op 21 februari 2015 boekte Sharpe in Stoneham zijn eerste wereldbekerzege.

## Resultaten

### Wereldkampioenschappen
| Jaar | Plaats      | Resultaten              |
| ---- | ----------- | ----------------------- |
| 2015 | Kreischberg | Big Air · 4e Slopestyle |

### Wereldbeker
Eindklasseringen
| Seizoen   | Algm | BA   | SBS  |
| --------- | ---- | ---- | ---- |
| 2011/2012 | 48e  | 59e  | 6e   |
| 2012/2013 | 235e | –    | 141e |
| 2013/2014 | 95e  | –    | 39e  |
| 2014/2015 | 9e   | Goud | 26e  |
| 2015/2016 | 58e  | –    | 23e  |
| 2016/2017 | 77e  | 48e  | 56e  |

Wereldbekerzeges
| Datum            | Plaats   | Onderdeel |
| ---------------- | -------- | --------- |
| 21 februari 2015 | Stoneham | Big Air   |